# Far Cry 6
Far Cry 6 este un joc de tip shooter first-person din 2021 dezvoltat de Ubisoft Toronto și publicat de Ubisoft. Este al șaselea joc din seria Far Cry. Jocul a fost lansat pe 7 octombrie 2021 pentru Microsoft Windows, PlayStation 4, PlayStation 5, Xbox One, Xbox Series X/S, Stadia și Amazon Luna. Amplasat într-o insulă fictivă din Caraibe, Yara (care se bazează pe o Cuba modernă), condusă de „El Presidente” Antón Castillo (interpretat de Giancarlo Esposito), care își crește fiul Diego (Anthony Gonzalez) ca să urmeze dictatura sa, jucătorul ia rolul luptătorului Dani Rojas (exprimat de Nisa Gunduz sau de Sean Rey), încercând să-l distrugă pe Castillo și regimul său.
Jocul a primit în general o recepție pozitivă, criticii lăudând gameplay-ul, aspectele vizuale, designul mondial și performanțele, dar cu unele critici cu privire la lipsa de inovație, probleme tehnice și formula de joc îmbătrânită.

## Gameplay
Far Cry 6 este un joc de acțiune-aventură shooter first-person. Jocul urmează din jocurile anterioare Far Cry, jucătorii folosind arme improvizate, vehicule și angajând Amigos, noul sistem „Amici pentru închiriere”, pentru a răsturna regimul opresiv. 

## Rezumat

### Setare și caractere
Far Cry 6 are loc pe insula ficțională Yara din Caraibe, care este inspirată de Cuba și descrisă drept „cel mai mare loc de joacă Far Cry până în prezent” și „un paradis tropical înghețat în timp”. Este condus de „El Presidente” Antón Castillo (Giancarlo Esposito), un dictator fascist cu control deplin asupra insulei. Castillo îl îndrumă pe fiul său Diego (Anthony Gonzalez), care nu este sigur de propriul său viitor, să-i urmeze cariera.  Esposito și-a descris personajul ca un lider „care încearcă să împuternicească oamenii să înțeleagă că au nevoie de o conducere puternică acum”, dar este blocat în mijlocul unei revoluții.  Esposito a adăugat în continuare că „tatăl său a fost un dictator înaintea lui și vrea să-i împuternicească pe oameni să-și ia țara înapoi. Scopul său este să folosească resursele pe care le au în țară pentru a supraviețui fără a permite străinilor să intre și să coopteze oamenii de știință, proprietatea lor intelectuală, toate aceste lucruri ".  Esposito a continuat că Antón „încearcă să-și împuternicească fiul să își ia mantaua și să îmbrățișeze cu adevărat idei care să-i permită să vadă că în curând va fi probabil următorul lider în această țară”. 
Jucătorul joacă rolul unui Yaran local pe nume Dani Rojas, un fost ofițer din forțele armate Yarane transformat în soldat care luptă pentru libertate, care încearcă să-și readucă națiunea la gloria sa anterioară. Jucătorul poate selecta genul lui Dani la începutul jocului. 

### Complot
Președintele Castillo anunță un proiect de „loterie” pentru a înrobi muncitorii să producă „Viviro”, un nou tratament pentru cancer dezvoltat din tutunul Yarei. Pe măsură ce Fuerzas Nacionales de Defensa (FND), forțele armate ale țării, încep să adune cetățeni săraci în capitala Yarei, Esperanza, pentru muncă, Dani se alătură vechilor prieteni Lita Torres și Alejo Ruiz în planul de a scăpa în Statele Unite. Alejo este împușcat și ucis pentru că a provocat FND, în timp ce Dani și Lita fug pe străzi pentru a ajunge la o barcă care se îndreaptă spre Miami. Cu toate acestea, barca este oprită și îmbarcată de Castillo și forțele sale speciale la ieșire. Descoperă că Diego, fiul lui Castillo, este printre refugiați. Luându-l cu fiul său, Castillo ordonă scufundarea bărcii și uciderea refugiaților; Dani este singurul supraviețuitor, care ajunge la mal pe Isla Santuario din sud-vestul Yarei.
Alăturându-se mișcării „Libertad” care încearcă să pună capăt domniei lui Castillo, Dani se leagă de fostul maestru spion și fabricant de arme Juan Cortez și ajută la întreruperea producției de Viviro pe Isla Santuario și la ruperea blocadei insulei, permițând forțelor Libertad să scape la sediul insulei. Liderul Libertad, Clara Garcia, îl trimite pe Dani să se conecteze cu alte forțe anti-Castillo din întreaga Yara pentru asediul planificat al Esperanzei. În Madrugada, Dani se alătură familiei Montero, ale cărei terenuri de tutun au fost preluate pentru producția Viviro sub conducerea generalului José Castillo, nepotul lui Antón. Carlos se sacrifică pentru a-și salva fiul, Alejandro, de la execuție; aceasta transformă majoritatea trupelor lui José împotriva lui, deoarece erau recrutați de la muncitori în câmpurile Monteros. Încercând să-l omoare pe Castillo în timpul unui discursurs de Ziua Independenței în Esperanza, Dani este confruntat cu Diego. Acesta din urmă descoperă că tatăl său este pe moarte și îl ajută pe Dani să scape. Întorcându-se la Madrugada, Dani și Monteros îl atrag pe José în aer liber și îl ucid.
Dani este capturată pe scurt de Castillo și torturată; când Diego îl roagă pe tatăl său să-l lase pe Dani să plece, Castillo taie frânghiile, dar aruncă o grenadă pentru al ucide. Dani supraviețuiește și scapă din nou. În El Este, „Legendele din '67”, foști revoluționari care îl răsturnaseră pe tatăl lui Castillo, Gabriel și o bandă de stradă cunoscută sub numele de „La Moral” îl ajută pe Dani să-l vâneze pe amiralul Benítez, comandantul armatei Yarei și pe omul de afaceri canadian Sean McKay, care supraveghează distribuția internațională de Viviro. În Valle de Oro, centrul producției Viviro, Dani atacă sediul BioVida, dezvoltatorul Viviro, și descoperă că Dr. Edgar Reyes, șeful al BioVida, a făcut experimente asupra civililor. În ciuda faptului că a fost administrat cu PG-240, substanțele chimice otrăvitoare folosite pentru a crea Viviro, Dani reușește să-l găsească și să-l omoare pe medic.
Castillo o capturează pe Clara și o ține la „Cuibul vulturului”, unde Dani îl confruntă. Castillo recunoaște că are leucemie acută și că Viviro a încetat să lucreze pentru a o trata cu șase luni înainte. Este impresionat de isprăviile lui Dani și se oferă să-i salveze viața Clarei dacă Dani devine general în armata sa. Juan, în imposibilitatea de a obține un șut clar asupra lui Castillo, alege să-l împuște pe Diego în schimb, dar Dani îl scoate din cale; ca răspuns, Castillo o ucide pe Clara, lăsându-l pe Dani ca noul lider al Libertadului.
Cu forțele anti-Castillo unite, Dani îi conduce într-un asediu al Esperanzei. Dani îl confruntă pe Castillo în biroul său din palatul său prezidențial. Cu toate acestea, Diego refuză să-l lase pe Dani să-și omoare tatăl, întrucât oricum murea. Dani promite să-l protejeze pe Diego, dar Castillo, știind că fiul său va suferi mânia gherilelor așa cum a făcut-o și tatăl său, optează să-l împuște pe fiul său înainte de a-și tăia propriul gât. După ce i-a spus lui Dani cuvinte de mângâiere, Diego cedează rănilor sale și moare. Dani refuză conducerea Yarei, predând-o către celelalte forțe revoluționare. După ce au îngropat-o pe Clara, Dani și Juan continuă să lupte împotriva loialiștilor supraviețuitori ai lui Castillo.
Într-o scenă post-credit, Juan îi oferă lui Viviro un contrabandist fără nume, care consideră că Castillo care și-a ucis propriul fiu a fost un act de nebunie nerezonabil.
Un final secret poate fi găsit la începutul jocului. În loc să lupte pentru Libertad, Dani scapă din Yara printr-o barcă dată de Clara. Trei luni mai târziu, Dani este văzut relaxându-se pe o plajă din Miami, în timp ce un reportaj transmite că Castillo a oprit revoluția, cu Clara ucisă în acțiune.

## Dezvoltare
Producția Far Cry 6 era în desfășurare timp de patru ani în momentul anunțării sale din iulie 2020, Ubisoft Toronto fiind studioul principal al jocului.  Directorul narativ Navid Khavari a spus că au început să cerceteze revoluțiile din trecut, au dat peste ideea revoluției moderne de gherilă, cum ar fi Revoluția cubaneză, care le-a dat numeroase idei despre cum să conducă personajul-jucător în lupta împotriva unui guvern represiv. Acest lucru a adus, de asemenea, înapoi nevoia de a oferi vocii jucătorului-personaj, Dani Rojas, în comparație cu jocurile recente Far Cry în care protagonistul tăcuse. Khavari a spus „a fost esențial pentru noi să ne asigurăm că protagonistul are o investiție personală în acea revoluție”.  Folosirea Cubei ca influență a stabilit, de asemenea, revenirea la un cadru tropical, o caracteristică a jocurilor anterioare Far Cry, precum și conferirea setării un aspect „atemporal” datorită blocajelor economice care fuseseră impuse pe insulă, amestecând mașinile de epocă cu arme moderne.  Khavari a petrecut o lună în Cuba, vorbind cu locuitorii de acolo pentru a ajuta la dezvoltarea cadrului. 
Spre deosebire de controversa mass-media privind Ubisoft, care și-a distanțat poziția că Far Cry 5 a fost făcut ca o declarație politică,  Khavari a spus că Far Cry 6 este „politic”, adăugând: „O poveste despre o revoluție modernă trebuie să fie”.  În timp ce elementul narativ al jocului se bazează pe povești din jurul Cubei, Khavari a afirmat că jocul „nu vrea să facă o declarație politică despre ceea ce se întâmplă în mod specific în Cuba” și nu încearcă să facă „o declarație politică simplificată și binară climatului politic actual din Cuba ".  Familia lui Khavari a trecut prin Revoluția iraniană la sfârșitul anilor 1970, în cele din urmă fugind în Canada și folosind aceste experiențe, cele din Cuba și din alte cercetări pe care le-a făcut Ubisoft, a dorit ca Far Cry 6 să aibă o poveste „despre condițiile pe care conduc la creșterea fascismului într-o națiune, costurile imperialismului, munca forțată, nevoia de alegeri libere și corecte, drepturile LGBTQ + și multe altele. " 
Cuvântul despre un nou joc Far Cry a fost tachinat la începutul lunii iulie 2020, întrucât actorul Giancarlo Esposito a menționat că a participat recent la un „joc video imens”, inclusiv vocea și captarea de mișcare.  La scurt timp după aceasta, scurgeri zvonește de existența lui Far Cry 6 apărut, inclusiv pe ecrane care au arătat un caracter asemănător lui Esposito.  Ubisoft a afirmat existența jocului cu câteva zile înainte de anunțul complet prin intermediul rețelelor sociale și a dezvăluit complet jocul pe 12 iulie 2020, în timpul evenimentului lor online Ubisoft Forward. 
În plus, Anthony Gonzalez exprimă și oferă modelul personajului și captarea mișcării pentru Diego.  Esposito și Gonzalez au făcut lucrările de captare a mișcării și de voce pentru trailerul jocului înainte de a filma oricare dintre filmările pentru narațiunea jocului, deoarece acest lucru le-a oferit dezvoltatorilor timpul pentru a crea modelele de personaje pentru jocul în sine.  Pentru Esposito, el fusese interesat de aspectele de captare a mișcării rolului, deoarece făcuse unele pentru filmul anulat Mouse Mouse și era interesat să facă mai multe, precum și interesul său pentru tipul de personaj creat de Ubisoft pentru el.  Khavari a spus că au furnizat material de fundal lui Esposito pentru a vă pregăti înainte de a înregistra jocul și, în cadrul acestor sesiuni, el a descoperit că Esposito „a făcut atâtea cercetări deja pe baza materialului pe care i l-am trimis. El aduce o empatie uimitoare personajelor sale și a adus aceeași empatie lui Antón la care nu mă așteptam. " 
Pedro Bromfman a compus muzica jocului. 

## Lansarea
Jocul a fost programat să fie lansat pe 18 februarie 2021 pe Microsoft Windows, PlayStation 4, PlayStation 5, Xbox One, Xbox Series X/S, Stadia și Amazon Luna.   Pe 29 octombrie 2020, Ubisoft a anunțat că lansarea va fi întârziată din cauza impactului pandemiei COVID-19.  În timpul apelului trimestrial de câștiguri Ubisoft din Februarie 2021, compania a anunțat că jocul va fi lansat înainte de 30 Septembrie 2021.  Ca parte a dezvăluirii ulterioare a gameplay-ului pe 28 Mai 2021, Ubisoft a anunțat și data planificată de lansare pentru Far Cry 6 pe 7 octombrie 2021. 
Ca parte a abonamentului de sezon al jocului, conținutul suplimentar va include noi episoade de poveste, permițând jucătorului să preia rolul antagoniștilor din ultimele trei jocuri Far Cry: Vaas Montenegro din Far Cry 3, Pagan Min din Far Cry 4 și Joseph Seed din Far Cry 5. În plus, abonamentul de sezon va include o versiune actualizată a Far Cry 3: Blood Dragon.   Conținutul gratuit suplimentar va include o apariție a lui Danny Trejo, o misiune inspirată de Rambo și o misiune crossover cu Stranger Things. 

## Recepție
Far Cry 6 a primit recenzii „în general favorabile”, conform agregatorului de revizuiri Metacritic.  
Potrivit recenziei IGN, Jon Ryan a acordat jocului un scor de 8 din 10, citând că „Far Cry 6 netezește o mulțime de denivelări care au apărut în ultimele câteva jocuri. Chiar dacă ratează câțiva pași, în special cu noul său sistem de inventar, este cel mai bun din serie din ultimii ani.”
Destructoid a dat 7,5 puncte din 10, spunând „Solid și cu siguranță au un public. Ar putea exista unele defecte greu de ignorat, dar experiența este distractivă.” 
Rachel Weber de la GamesRadar+ a scris că Far Cry 6 se simte ca un punct de cotitură al seriei, subliniind că tot ceea ce am experimentat înainte în seria Far Cry (sistem de arme, avanposturi și puncte de control eliberatoare, interacțiunea cu viața sălbatică și ecosistemul său) este încă acolo " [...], dar micile schimbări care au fost făcute au un impact mare asupra experienței generale [...] ", cum ar fi personajul principal, Dani, care este" acum mai mult decât niște globi oculari prin care te uiți ", deoarece el/ea (în funcție de sexul pe care jucătorul îl alege la începutul jocului) reacționează la lume și poate fi văzut și în third-person în timpul scenelor de joc ale interacțiunii cu alte personaje. 